# Тімоті (черепаха)

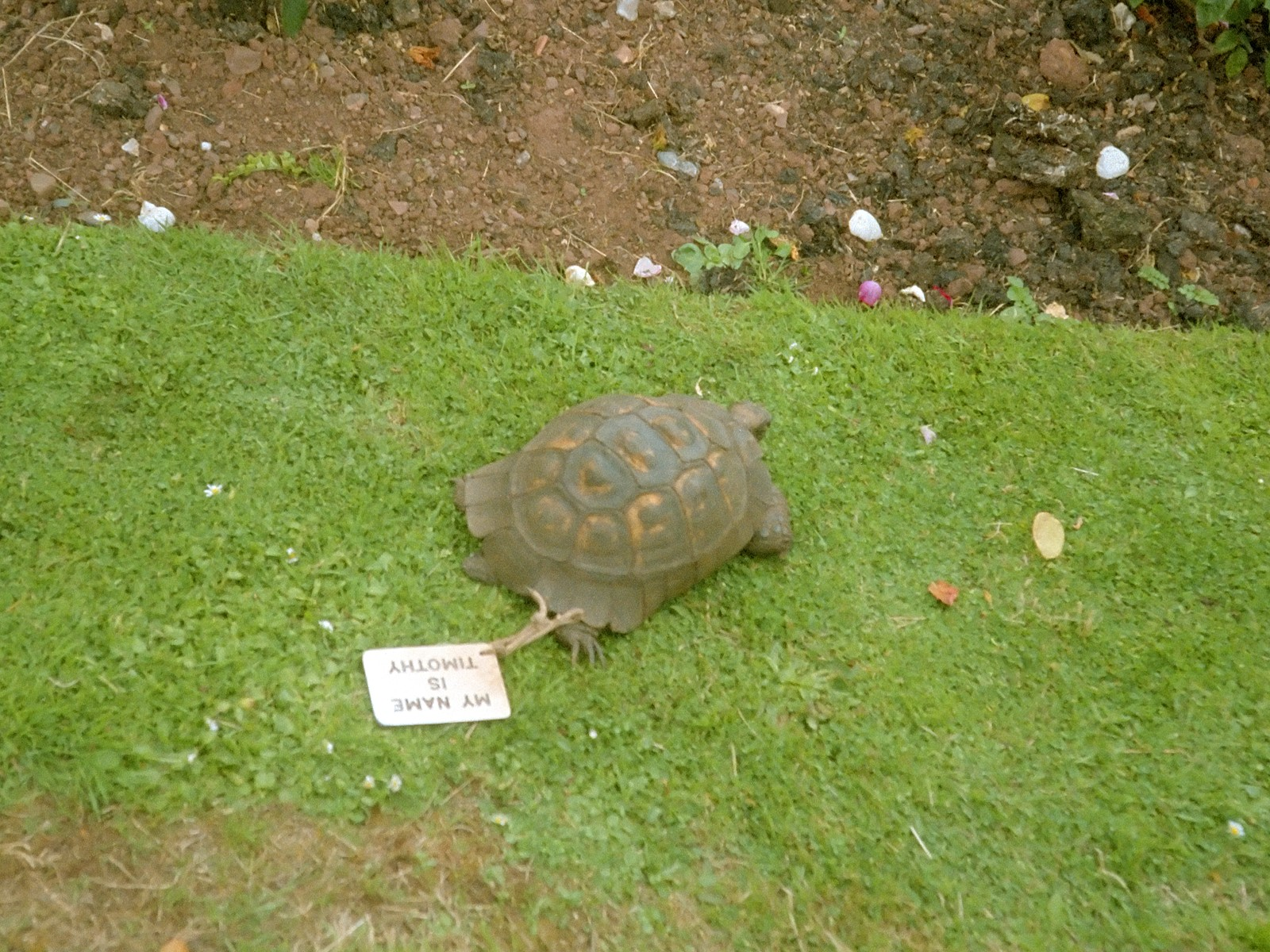
Тімоті (1993). До її панцира причеплений ярлик, на якому написано: «Мене звати Тімоті. Я дуже стара — не піднімайте мене, будь ласка»

Ті́моті (англ. Timothy; бл. 1839 — 3 квітня 2004) — самка середземноморської черепахи, вік якої становив приблизно 165 років на момент смерті, тобто на той час вона була найстарішим відомим мешканцем Великої Британії.
1854 року її знайшов на португальському піратському кораблі капітан Джон Кортні Еверард (англ. John Courtenay Everard). Черепаха була талісманом низки кораблів до 1892 року. Вона була маскотом HMS «Queen» протягом першого бомбардування Севастополя у Кримській війні й була останнім учасником тієї війни, а потім вона була на HMS «Princess Charlotte», а тоді HMS «Nankin». Після служби на флоті її було списано на берег. Тімоті взяв до себе граф Девон, до свого дому, замку Повдерем. На черевній частині панцира було вигравіювано родинне мотто — «Де я впав? Що я зробив?».
Тімоті померла 3 квітня 2004 року. Її поховали у замку.

## Цікаві факти
- Тільки у 1926 році було виявлено, що Тімоті — самка, а не самець[5][6]